# Johannes Cornelisz Verspronck

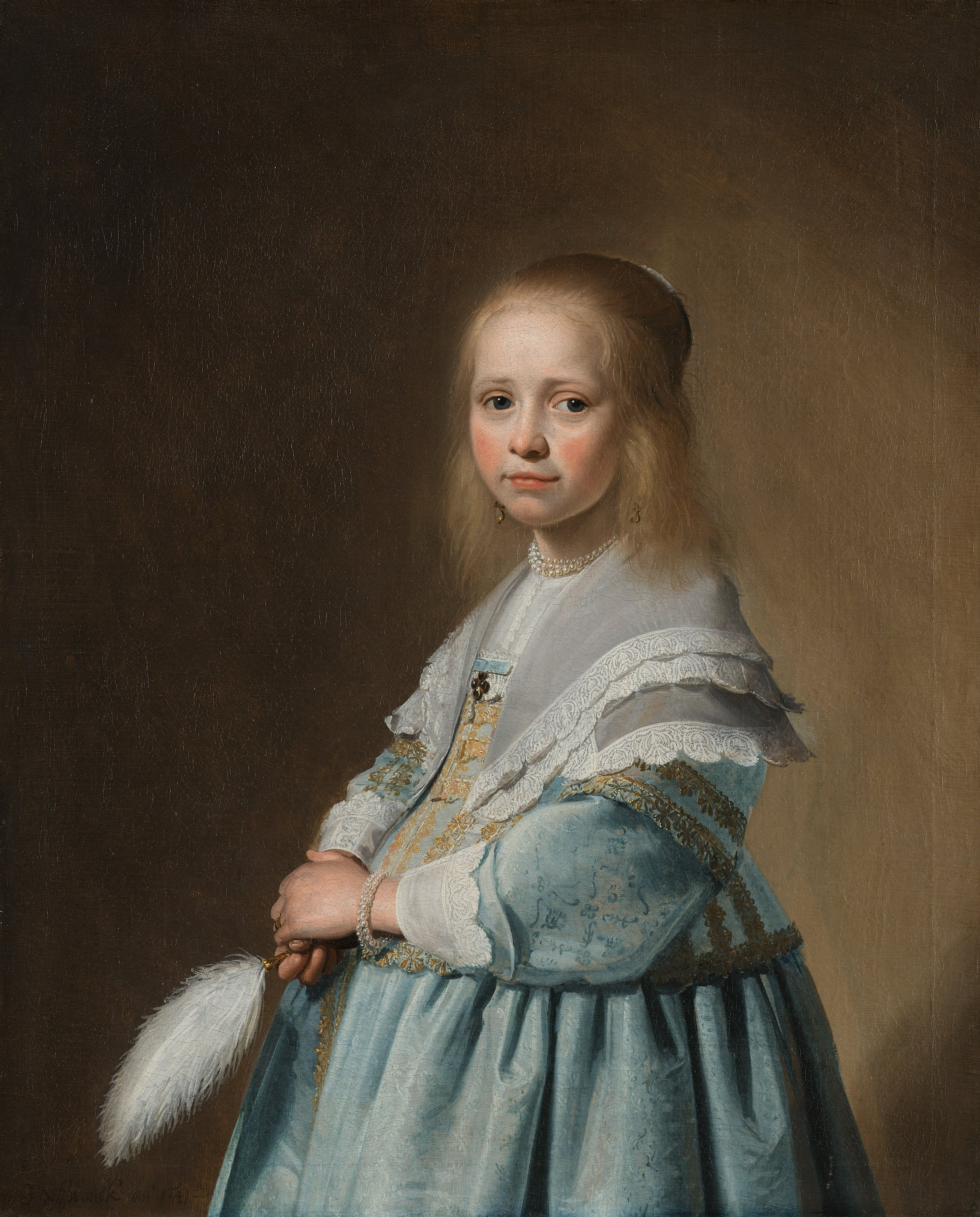
Dziewczynka w niebieskiej sukni, 1641, Rijksmuseum

Johannes Cornelisz Verspronck (ur. ok. 1597 w Haarlemie, poch. 30 czerwca 1662 tamże) – holenderski malarz barokowy, portrecista.
Był synem i uczniem Cornelisa Engelsza (1575–1650) malarza portretów, scen rodzajowych i martwych natur. Później prawdopodobnie został uczniem Fransa Halsa, w 1632 został członkiem gildii św. Łukasza w Haarlemie, gdzie pracował i mieszkał do śmierci.
Johannes Cornelisz Verspronck był twórcą mieszczańskich portretów, indywidualnych, jak i zbiorowych. Tworzył początkowo pod wpływem Halsa, a później Rembrandta. Jego malowane z werwą prace odznaczają się pieczołowitością w oddaniu szczegółów i świadczą o zmyśle obserwacji autora. Reprezentatywne zbiory prac Versproncka posiadają Rijksmuseum w Amsterdamie i Frans Hals Museum w Haarlemie.
Twarz Dziewczynki w niebieskiej sukni została wykorzystana na holenderskim banknocie 25-guldenowym znajdującym się w obiegu w latach 1945–1953.

## Wybrane prace
- Dziewczynka w niebieskiej sukni, 1641, Rijksmuseum,
- Portret Jacoba Akerlsoot i jego małżonki Evy Voos, Haarlem,
- Portret regentów Domu Świętego Ducha, 1642, Haarelem.